# Framsókn
Framsókn (Progrés) és un partit polític feroès que es defineix com a liberal, independentista i reformista. Va ser fundat el 9 de març de 2011 per Poul Michelsen i Hanna Hensen, quan es van separar del Partit del Poble. La reunió de fundació del partit va aplegar a 12 persones, un nombre major que el que ofereixen les assemblees nacionals dels partits majoritaris feroesos. El 6 d'abril es van lliurar 2.300 signatures al primer ministre i el 13 d'abril el nou partit va obtenir el dret de presentar-se a les següents eleccions parlamentarias. A les eleccions de 2011 el partit va obtenir 6,3% dels vots i dos escons al Løgting.
A les darreres eleccions generals feroeses celebrades el 2015 Framsókn va treure el 7% dels vots i va aconseguir conservar els 2 escons que tenia. Va fer coalició amb els socialdemòcrates i el Partit Republicà, amb qui governa.
L'organització juvenil del partit, Framsøkin Ungdómur (Joventut Progressista), es va fundar el 12 d'agost de 2011.

## Resultats electorals

### Løgting
| Any  | Vots  | %   | Escons | +/– | Pos. | Govern   |
| ---- | ----- | --- | ------ | --- | ---- | -------- |
| 2011 | 1,933 | 6.3 | 2 / 33 | Nou | 5è   | Oposició |
| 2015 | 2,241 | 7.0 | 2 / 33 | =   | = 5è | Coalició |
| 2019 | 1,559 | 4.6 | 2 / 33 | =   | 6è   | Oposició |
| 2022 | 2,571 | 7.5 | 3 / 33 | 1   | 5è   | Coalició |